# Eugène Allys
Eugène-Marie-Joseph Allys, né le 12 février 1852 dans le village de Cannée, près de Paimpont et mort le 26 avril 1936 à Phu Cam (Indochine, aujourd'hui Viêt Nam central), est un prêtre des missions étrangères de Paris, missionnaire français qui fut évêque en Indochine française.

## Biographie
Eugène Allys naît dans une famille nombreuse (huit enfants) pieuse bretonne. Un frère sera prêtre et une sœur, religieuse. Il commence son instruction au presbytère de Paimpont, puis au petit séminaire de Saint-Méen et continue ses études au grand séminaire de Rennes et enfin aux Missions étrangères de Paris, où il est ordonné prêtre le 10 octobre 1875.
Il est destiné au vicariat apostolique de Conchinchine septentrionale, où il arrive au début de l'année 1876. Après l'apprentissage de la langue, il est nommé par Mgr Pontvianne, supérieur du grand séminaire. En 1880, il est nommé curé de Duong-Son, paroisse évangélisée depuis longtemps, où saint François Jaccard exerça son ministère.
En 1883, le régent Tuong fait envoyer un ordre de soulèvement contre les Français au moment de la seconde expédition du Tonkin, mais la cour de Hué, vaincue, signe un traité de protectorat avec la France de la IIIe République, en août 1883. Cependant les troubles durent jusqu'à  la fin de l'année dans l'Annam. Ainsi 135 chrétiens et leur curé sont tués à côté de Duong-Son, mais Eugène Allys préfère demeurer dans sa paroisse qui est du reste épargnée. Un an et demi plus tard, le général de Courcy s'empare de Hué, le 5 juillet 1885. Le jeune roi Ham-Nghi et le deuxième régent Tôn-Thât-Thuyêt s'enfuient à la citadelle de Cam-Lô, tandis que le premier régent resté à Hué donne l'ordre de prendre les armes contre les Français et les villageois chrétiens. Le corps expéditionnaire français marche sur la citadelle de Quang Tri. Eugène Allys, qui prend la fuite sous la protection des soldats français, observe de loin dans la nuit du 7 au 8 septembre 1885 l'incendie qui détruit le village chrétien de Ké-Van, et le lendemain à l'aube traverse des villages détruits. Dans les environs de Duong-Loc, environ trois mille chrétiens ont été massacrés, ainsi que cinq prêtres annamites et une cinquantaine de religieuses. Après avoir été abrité à Quang Tria avec d'autres réfugiés, il part ensuite rejoindre un confrère missionnaire, M. Dangelzer, provicaire à Di-Loan, puis à la fin de l'année est nommé curé de Phu Cam, bourgade où il ne restait plus que 500 chrétiens après les massacres.

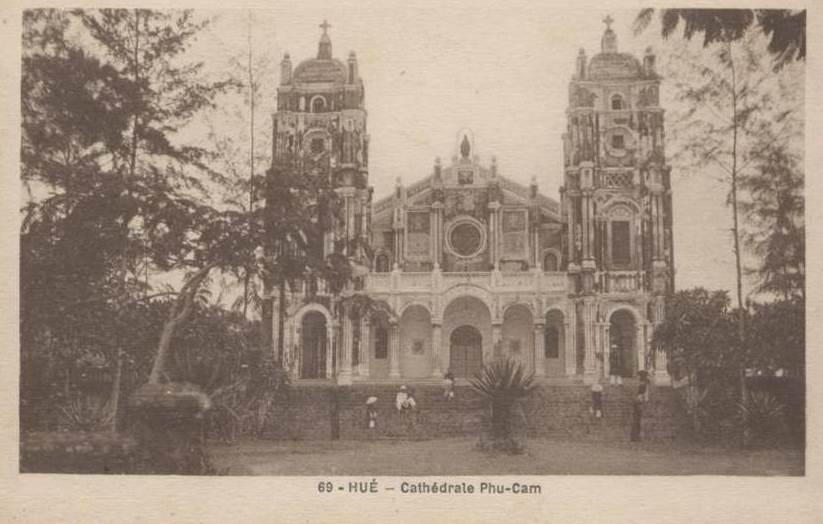
Vue de l'église de Phu Cam construite par Eugène Allys et devenue cathédrale.

Dès lors, M. Allys s'attèle à la tâche, pour relever la paroisse et le district. Vingt ans plus tard, il y aura 2 400 catholiques à Phu Cam et 11 000 catholiques dans le district, avec une nouvelle et vaste église bénite en 1902.
Mgr Caspar ayant démissionné en juillet 1907 pour raison de santé, il est choisi pour lui succéder en tant que nouveau vicaire apostolique, et consacré en mai 1908. Il fait transférer l'évêché de Kim Long à Phu Cam. Pendant les vingt-trois ans de son épiscopat, trente-sept mille personnes reçurent le baptême.
Mgr Allys fait venir également des congrégations, comme les rédemptoristes canadiens de Sainte-Anne de Beaupré, arrivés à Hué en 1925, et les cisterciens français qui ouvrent leur premier monastère du pays à Phuoc-Son. Il fonde également la congrégation de droit diocésain des Filles de Marie-Immaculée, pour l'enseignement primaire, la tenue d'orphelinats et de dispensaires, ainsi que celle des Petits Frères du Sacré-Cœur. Il soutient et encourage la fondation du collège de la Providence à Hué.
Il donne sa démission en 1931, devenu presque aveugle, et meurt en 1936. il est enterré au cimetière de Phu Cam. Il était chevalier de la Légion d'honneur (5 février 1921). L'empereur Khải Định le décora du « Kim-Khan » hors classe, distinction la plus élevée du royaume (16 avril 1921). Il est nommé grand officier de l'ordre du Dragon d'Annam en 1925.
Alexandre Chabanon lui succède.